# اسکات، آرکانزاس
اسکات (به انگلیسی: Scott) یک منطقهٔ مسکونی در ایالات متحده آمریکا است که در شهرستان پلاسکی، آرکانزاس واقع شده‌است. اسکات ۸٫۵۹ کیلومتر مربع مساحت و ۴۵۰ نفر جمعیت دارد و ۷۶ متر بالاتر از سطح دریا واقع شده‌است.